# Instituto Brasileiro de Ciências Criminais
O Instituto Brasileiro de Ciências Criminais (IBCCRIM) é uma organização não governamental brasileira, ligada à Justiça e aos direitos humanos, fundada em 1992, em São Paulo, após o Massacre do Carandiru. A instituição tem por objetivo contribuir para o desenvolvimento e a disseminação das ciências criminais por todo o país, promovendo diálogos entre academia, poder público e sociedade civil.
Atua na área de produção científica, incluindo a manutenção de um acervo com mais de 77 mil itens relacionados ao campo das ciências criminais, a Biblioteca IBCCRIM. O Instituto também realiza cursos, eventos, debates e iniciativas de extensão universitária e iniciação científica. As publicações e estudos produzidas pelo IBCCRIM, além das notas técnicas e pareceres sobre projetos de lei e ações judiciais de grande repercussão, servem como referência para pesquisadores, profissionais, jornalistas e estudantes.
Em 2021, a entidade aprovou uma mudança estatutária para garantir a presença de negras e negros nos espaços decisórios da instituição. A medida estabeleceu que 20% da diretoria do instituto deve ser composta por associados ou associadas negros.

## Galeria de presidentes
- Luiz Flávio Gomes (1993-1994)
- Alberto Zacharias Toron (1995-1996)
- Sérgio Salomão Shecaira (1997-1998)
- Carlos Vico Manãs (1999-2000)
- Roberto Podval (2001-2002)
- Marco Antonio Rodrigues Nahum (2003-2004)
- Maurício Zanoide (2005-2006)
- Alberto Silva Franco (2007-2008)
- Sérgio Mazina Martins (2009-2010)
- Marta Saad (2011-2012)
- Mariângela Gama de Magalhães Gomes (2013-2014)
- Andre Pires de Andrade Kehdi (2015-2016)[9]
- Cristiano Avila Maronna (2017-2018)
- Eleonora Rangel Nacif (2019-2020)[10]
- Marina Pinhão Coelho Araújo (2021-2022)[11]
- Renato Stanziola Vieira (2023-2024)[12]

## Projetos e ações

### Campanha Pacote anticrime, uma solução fake
O IBCCRIM integrou, junto a diversas entidades da sociedade civil e movimentos sociais, a campanha Pacote anticrime, uma solução fake lançada em março de 2019. A campanha foi criada com objetivo de fazer frente à proposta do então Ministro da Justiça e Segurança Pública, Sérgio Moro, chamada de Pacote Anticrime. A campanha questionou leis que reforçavam uma visão punitivista típica do "populismo penal" que integravam a proposta do pacote.

### Seminário Lei de Segurança Nacional
Em abril de 2021, o IBCCRIM, junto a organizações parceiras, promoveu um seminário para debater a Lei 7.170/83, conhecida como Lei de Segurança Nacional. O evento contou com a participação do ministro do Supremo Tribunal Federal (STF) Luís Roberto Barroso, o atual presidente do Senado, Rodrigo Pacheco, o presidente da Câmara, Arthur Lira, o presidente da OAB, Felipe Santa Cruz. 